# الیو کری
الیو کری (انگلیسی: Olive Carey؛ ۳۱ ژانویهٔ ۱۸۹۶ – ۱۳ مارس ۱۹۸۸) یک هنرپیشه اهل ایالات متحده آمریکا بود.

## فیلم‌شناسی
از فیلم‌ها یا برنامه‌های تلویزیونی که وی در آن نقش داشته است می‌توان به جویندگان اشاره کرد.